# دانييل إنجز
دانييل إنجز (بالإنجليزية: Daniel Ings؛ مواليد 30 نوفمبر 1985) هو ممثل إنجليزي.

## وصلات خارجية
- دانييل إنجز على موقع IMDb (الإنجليزية)
- دانييل إنجز على موقع روتن توميتوز (الإنجليزية)
- دانييل إنجز على موقع ألو سيني (الفرنسية)
- دانييل إنجز على موقع قاعدة بيانات الفيلم (الإنجليزية)